# Лимуэйру-ду-Ажуру

Лимуэру-ду-Ажуру на карте штата.

Лимуэру-ду-Ажуру (порт. Limoeiro do Ajuru) — муниципалитет в Бразилии, входит в штат Пара. Составная часть мезорегиона Северо-восток штата Пара. Входит в экономико-статистический микрорегион Камета. Население составляет 25 021 человек на 2010 год. Занимает площадь 1490,186 км². Плотность населения — 16,79 чел./км².

## История
Город основан в 1961 году.

## Демография
Согласно сведениям, собранным в ходе переписи 2010 г. Национальным институтом географии и статистики (IBGE), население муниципалитета составляет:
| Полное население                               | Полное население                               | Полное население                               | Полное население                               | 25 021 |
| ---------------------------------------------- | ---------------------------------------------- | ---------------------------------------------- | ---------------------------------------------- | ------ |
| в том числе:                                   | Городское население                            | 6197                                           | Процент городского населения, %                | 24,77  |
|                                                | Сельское население                             | 18 824                                         | Процент сельского населения, %                 | 75,23  |
|                                                | Мужское население                              | 13 115                                         | Процент мужского населения, %                  | 52,42  |
|                                                | Женское население                              | 11 906                                         | Процент женского населения, %                  | 47,58  |
| Плотность населения, чел/км²                   | Плотность населения, чел/км²                   | Плотность населения, чел/км²                   | Плотность населения, чел/км²                   | 16,79  |
| Население муниципалитета в % к населению штата | Население муниципалитета в % к населению штата | Население муниципалитета в % к населению штата | Население муниципалитета в % к населению штата | 0,33   |

По данным оценки 2015 года население муниципалитета составляет 27 368 жителей.

## Статистика
- Валовой внутренний продукт на 2003 год составляет 33 603 358,00 реалов (данные: Бразильский институт географии и статистики).
- Валовой внутренний продукт на душу населения на 2003 год составляет 1615,55 реалов (данные: Бразильский институт географии и статистики).
- Индекс развития человеческого потенциала на 2000 год составляет 0,642 (данные: Программа развития ООН).

## Важнейшие населенные пункты
| № | Населённый пункт  | Населённый пункт (порт.) | Категория | Население чел. (2010) | На карте                       |
| - | ----------------- | ------------------------ | --------- | --------------------- | ------------------------------ |
| 1 | Лимуэйру-ду-Ажуру | Limoeiro do Ajuru        | город     | 6197                  | 1°53′41″ ю. ш. 49°22′55″ з. д. |